# 黃足獵蝽
黃足獵蝽（学名：Sirthenea flavipes）为獵蝽科黃足獵蝽屬下的一个种。